# Vuelo 803 de Korean Air
El 27 de julio de 1989, un DC-10 de Korean Air se estrelló mientras intentaba aterrizar en Trípoli, Libia. 75 de los 199 pasajeros y tripulantes a bordo además de cuatro personas en tierra murieron en el accidente.

## Aeronave
La aeronave involucrada era un McDonnell Douglas DC-10-30 de 15 años y 9 meses (número de serie 47887 y número de línea 135). Fue construido en 1973 y realizó su primer vuelo el 17 de septiembre. Durante el período de prueba, la aeronave tenía matrícula N54634. El avión estaba propulsado por tres motores turbofan General Electric CF6-50C2. En 1974, el avión se vendió a Air Siam y se registró en Tailandia como HS-VGE el 25 de noviembre. En 1977, el avión fue vendido a Korean Air (que en ese momento era Korean Air Lines), y recibió el registro coreano HL7328 el 25 de febrero de 1977. El avión tenía 49 025 horas de vuelo y 11 440 horas de despegue y ciclos de aterrizaje. El capitán era Kim Ho-jung, el primer oficial era Choi Jae-hong y el ingeniero de vuelo era Hyun Gyu-hwan.

## Accidente
El vuelo 803 fue un vuelo regular internacional de pasajeros desde Seúl, Corea del sur a Trípoli, Libia con paradas intermedias en Bangkok, Tailandia y Jeddah, Arabia Saudí. Mientras se encontraba en aproximación a Trípoli, el avión impactó en un campo a aproximadamente 1,5 millas de la pista 27. La meteorología en el momento del accidente se basaba en densa niebla y una visibilidad horizontal de entre cien y ochocientos pies.
El vuelo 803 de Korean Air fue el segundo desastre aéreo en que se vio implicado un DC-10 en menos de dos semanas. El vuelo 232 de United Airlines se había accidentado el 19 de julio de 1989 mientras intentaba realizar un aterrizaje de emergencia en Sioux City, Iowa en el que 111 de las 296 personas a bordo perdieron la vida.

## Nacionalidades
Las nacionalidades de los 181 pasajeros, 18 miembros de la tripulación y 4 personas en tierra incluyeron 3 países diferentes:
| Nacionalidad  | Pasajeros | Pasajeros  | Pasajeros    | Tripulación | Tripulación | Tripulación  | Tierra | Total | Total      | Total      | Total      | Total        |
| Nacionalidad  | Total     | Fallecidos | Sobrevividos | Total       | Fallecidos  | Sobrevividos | Tierra | Total | Fallecidos | Fallecidos | Fallecidos | Sobrevividos |
| Nacionalidad  | Total     | Fallecidos | Sobrevividos | Total       | Fallecidos  | Sobrevividos | Tierra | Total | Avión      | Tierra     | Total      | Sobrevividos |
| ------------- | --------- | ---------- | ------------ | ----------- | ----------- | ------------ | ------ | ----- | ---------- | ---------- | ---------- | ------------ |
| Corea del Sur | 171       | 72         | 99           | 18          | 3           | 15           | 1      | 189   | 75         | 1          | 76         | 90           |
| Libia         | 7         | 0          | 7            | 0           | 0           | 0            | 3      | 7     | 7          | 3          | 10         | 7            |
| Japón         | 3         | 0          | 3            | 0           | 0           | 0            | 0      | 0     | 3          | 0          | 3          | 3            |
| Total         | 181       | 72         | 109          | 18          | 3           | 15           | 4      | 199   | 75         | 4          | 79         | 124          |

## Investigación
Tras el accidente el piloto del vuelo 803, Kim Ho-jung, dijo: «El aeropuerto estaba rodeado de una densa niebla y la visibilidad era escasa cuando me aproximaba. Perdí el contacto con la torre de control quince minutos antes del accidente». La agencia oficial de noticias de Libia JANA publicó que un avión soviético había sido desviado a Malta una hora antes del accidente del vuelo 803 en lugar de aterrizar en la situación de niebla. También el sistema de aterrizaje por instrumentos del aeropuerto internacional de Trípoli no estaba en funcionamiento en el momento del accidente.
Un juzgado libio declaró culpables de negligencia al piloto y copiloto en diciembre de 1990. Fueron sentenciados a penas de prisión de dos años y dieciocho meses respectivamente. En el caso del copiloto la sentencia fue anulada.

## Causa
Se determinó que la causa del accidente fue un error de la tripulación al intentar descender por debajo de la altitud de decisión sin tener la pista a la vista.